# Luo Honghao
Luo Honghao, chiń. 羅洪浩 (ur. 31 stycznia 2000) – chiński snookerzysta. Zawodowy gracz od 2018 roku. Do grona zawodowców dostał się poprzez wygranie mistrzostw świata w snookerze WSF w 2018 roku.

## Kariera

### Sezon 2016/2017
Jako zawodnik z dziką kartą wystartował w turnieju China Open, przegrywając w rundzie dzikich kart 1–5 z innym chińczykiem Li Hangiem.

### Sezon 2017/2018
W sezonie 2017/2018 wystartował w dwóch turniejach World Open oraz China Open. W World Open przegrał 2–5 z Jimmym Robertsonem w kwalifikacjach. Natomiast w turnieju China Open dotarł do trzeciej rundy, w której przegrał 2–6 z Tomem Fordem.

## Występy w turniejach w całej karierze[1]
| Ranking                                  | [ b ]         | [ b ]         | [ b ]         | [ b ]         | [ b ]         | [ c ]         | 81            | 61        | 71        | [ b ]     | [ b ]     |
| Turnieje rankingowe                      |               |               |               |               |               |               |               |           |           |           |           |
| Riga Masters                             | NH            | MR            | MR            | A             | A             | LQ            | QF            | Nie roz.  | Nie roz.  | Nie roz.  | Nie roz.  |
| China Championship                       | Nie roz.      | Nie roz.      | Nie roz.      | NR            | LQ            | 1R            | 2R            | Nie roz.  | Nie roz.  | Nie roz.  | Nie roz.  |
| Championship League Snooker              | Non-Rank.     | Non-Rank.     | Non-Rank.     | Non-Rank.     | Non-Rank.     | Non-Rank.     | Non-Rank.     | RR        | A         | A         | A         |
| European Masters                         | Nie roz.      | Nie roz.      | Nie roz.      | A             | A             | 1R            | LQ            | 1R        | A         | A         | A         |
| English Open                             | Nie roz.      | Nie roz.      | Nie roz.      | A             | A             | QF            | 1R            | 2R        | A         | A         | A         |
| Northern Ireland Open                    | Nie roz.      | Nie roz.      | Nie roz.      | A             | A             | 2R            | 2R            | 1R        | A         | A         | A         |
| International Championship               | A             | A             | A             | A             | A             | 1R            | LQ            | Nie roz.  | Nie roz.  | Nie roz.  | A         |
| UK Championship                          | A             | A             | A             | A             | A             | 2R            | 1R            | 1R        | A         | A         | A         |
| Shoot Out                                | A             | A             | A             | A             | A             | 1R            | 3R            | 1R        | A         | A         | A         |
| Scottish Open                            | Nie roz.      | Nie roz.      | Nie roz.      | A             | A             | 1R            | 1R            | 1R        | A         | A         | A         |
| World Grand Prix                         | NH            | NR            | DNQ           | DNQ           | DNQ           | DNQ           | DNQ           | DNQ       | A         | A         | A         |
| German Masters                           | A             | A             | A             | A             | A             | LQ            | LQ            | LQ        | A         | A         | A         |
| Players Championship                     | DNQ           | DNQ           | DNQ           | DNQ           | DNQ           | DNQ           | DNQ           | DNQ       | A         | A         | A         |
| Welsh Open                               | A             | A             | A             | A             | A             | 1R            | 1R            | 1R        | A         | A         | A         |
| China Open                               | A             | A             | A             | WR            | 3R            | LQ            | Nie roz.      | Nie roz.  | Nie roz.  | Nie roz.  | Nie roz.  |
| WST Pro Series                           | Nie rozegrano | Nie rozegrano | Nie rozegrano | Nie rozegrano | Nie rozegrano | Nie rozegrano | Nie rozegrano | RR        | NH        | NH        | NH        |
| Gibraltar Open                           | Nie roz.      | Nie roz.      | MR            | A             | A             | 1R            | 1R            | A         | A         | NH        | NH        |
| World Open                               | A             | A             | A             | A             | LQ            | LQ            | 1R            | Nie roz.  | Nie roz.  | Nie roz.  | A         |
| Tour Championship                        | Nie rozegrano | Nie rozegrano | Nie rozegrano | Nie rozegrano | Nie rozegrano | DNQ           | DNQ           | DNQ       | A         | A         | A         |
| Mistrzostwa świata                       | A             | A             | A             | A             | WD            | 1R            | LQ            | LQ        | A         | A         | A         |
| Inne odmiany snookera                    |               |               |               |               |               |               |               |           |           |           |           |
| Mistrzostwa świata na sześciu czerwonych | A             | A             | A             | A             | A             | RR            | A             | Nie roz.  | Nie roz.  | A         | NH        |
| Byłe turnieje rankingowe                 |               |               |               |               |               |               |               |           |           |           |           |
| Paul Hunter Classic                      | Minor-Ranking | Minor-Ranking | Minor-Ranking | A             | A             | A             | Non-Rank.     | Non-Rank. | Non-Rank. | Non-Rank. | Non-Rank. |
| Indian Open                              | A             | A             | NH            | A             | A             | LQ            | Nie roz.      | Nie roz.  | Nie roz.  | Nie roz.  | Nie roz.  |

| Legenda tabeli wyników              | Legenda tabeli wyników       | Legenda tabeli wyników                     | Legenda tabeli wyników                                                              | Legenda tabeli wyników                     | Legenda tabeli wyników                     |
| ----------------------------------- | ---------------------------- | ------------------------------------------ | ----------------------------------------------------------------------------------- | ------------------------------------------ | ------------------------------------------ |
| LQ                                  | odpadnięcie w kwalifikacjach | #R                                         | odpadnięcie we wczesnej fazie turnieju (WR = runda dzikich kart, RR = faza grupowa) | QF                                         | przegrana w ćwierćfinale                   |
| SF                                  | przegrana w półfinale        | F                                          | przegrana w finale                                                                  | W                                          | zwycięstwo                                 |
| DNQ                                 | nie zakwalifikował/a się     | A                                          | nie brał/a udziału                                                                  | WD                                         | zrezygnował/a w trakcie turnieju           |
| Legenda oznaczeń w tabelach wyników |                              |                                            |                                                                                     |                                            |                                            |
| NH / Nie roz.                       | NH / Nie roz.                | Turniej nie odbył się.                     | Turniej nie odbył się.                                                              | Turniej nie odbył się.                     | Turniej nie odbył się.                     |
| NR / Nie-rank.                      | NR / Nie-rank.               | Turniej nie był zaliczany jako rankingowy. | Turniej nie był zaliczany jako rankingowy.                                          | Turniej nie był zaliczany jako rankingowy. | Turniej nie był zaliczany jako rankingowy. |
| R / Rank.                           | R / Rank.                    | Turniej był zaliczany jako rankingowy.     | Turniej był zaliczany jako rankingowy.                                              | Turniej był zaliczany jako rankingowy.     | Turniej był zaliczany jako rankingowy.     |
| MR / Minor-Rank.                    | MR / Minor-Rank.             | Turniej był zaliczany jako minor ranking.  | Turniej był zaliczany jako minor ranking.                                           | Turniej był zaliczany jako minor ranking.  | Turniej był zaliczany jako minor ranking.  |